# Gustavo Miño
Miño  Baez est un nom espagnol. Le premier nom de famille, en général paternel, est Miño ; le second, en général maternel, souvent omis, est Baez.
Gustavo Miño Baez, né le 12 juin 1984, est un coureur cycliste paraguayen.

## Palmarès et résultats

### Par année
- 2004
  - 3e du championnat du Paraguay sur route
- 2006
  - 2e du championnat du Paraguay du contre-la-montre
- 2010
  - Classica de Emboscada (b)
  - 2e du championnat du Paraguay du critérium
  - 3e du championnat du Paraguay du contre-la-montre
- 2012
  - 3e du championnat du Paraguay du contre-la-montre
- 2013
  -  Champion du Paraguay du contre-la-montre
- 2014
  -  Champion du Paraguay du contre-la-montre
- 2015
  -  Champion du Paraguay du contre-la-montre
- 2016
  - 1re étape de la Vuelta Alto Parana
  - 3e du championnat du Paraguay du contre-la-montre

### Classements mondiaux
| Année            | 2011 |
| ---------------- | ---- |
| UCI America Tour | 371e |